# Amsoldingen
Amsoldingen là một đô thị ở huyện Thun ở bang Berne ở Thụy Sĩ. Đô thị này có diện tích 4,7 km², dân số năm 2006 là 806 người.